# RAC Tourist Trophy 1955
Navigation
Édition précédente Édition suivante
Le RAC Tourist Trophy 1955, disputées le 18 septembre 1955 sur le circuit de Dundrod, est la cinquième manche du Championnat du monde des voitures de sport 1955.

## Course

### Classement de la course
| Pos. | N° | Classe | Pilotes                              | Pilotes               | Écurie                       | Châssis                           | Tours | Abandons                              |
| ---- | -- | ------ | ------------------------------------ | --------------------- | ---------------------------- | --------------------------------- | ----- | ------------------------------------- |
| 1    | 10 | S3.0   | Stirling Moss                        | John Fitch            | Daimler-Benz AG              | Mercedes-Benz 300 SLR             | 84    |                                       |
| 2    | 9  | S3.0   | Juan Manuel Fangio                   | Karl Kling            | Daimler-Benz AG              | Mercedes-Benz 300 SLR             | 83    |                                       |
| 3    | 11 | S3.0   | Wolfgang von Trips                   | André Simon           | Daimler-Benz AG              | Mercedes-Benz 300 SLR             | 82    |                                       |
| Abd. | 1  | S5.0   | Mike Hawthorn                        | Desmond Titterington  | Jaguar Cars Ltd.             | Jaguar D-Type                     | 81    | Engine                                |
| 4    | 18 | S3.0   | Peter Walker                         | Dennis Poore          | Aston Martin Ltd.            | Aston Martin DB3S                 | 81    |                                       |
| 5    | 15 | S3.0   | Luigi Musso                          | Franco Bordoni        | Officine Alfieri Maserati    | Maserati 300S                     | 79    |                                       |
| 6    | 4  | S3.0   | Eugenio Castellotti                  | Piero Taruffi         | Scuderia Ferrari             | Ferrari 875 Monza                 | 79    |                                       |
| 7    | 17 | S3.0   | Reg Parnell                          | Roy Salvadori         | Aston Martin Ltd.            | Aston Martin DB3S                 | 78    |                                       |
| 8    | 5  | S3.0   | Umberto Maglioli                     | Maurice Trintignant   | Scuderia Ferrari             | Ferrari 875 Monza                 | 79    |                                       |
| 9    | 28 | S1.5   | Carroll Shelby                       | Masten Gregory        | Huschke von Hanstein         | Porsche 550 Spyder                | 75    |                                       |
| 10   | 41 | S1.1   | Mike MacDowel                        | Ivor Bueb             | Cooper Car Co.               | Cooper-Climax T39                 | 74    |                                       |
| 11   | 46 | S1.1   | Colin Chapman                        | Cliff Allison         | Lotus Cars Ltd.              | Lotus-Climax Mark IX              | 74    |                                       |
| 12   | 29 | S1.5   | Helmut Glöckler                      | Wolfgang Seidel       | Porsche KG                   | Porsche 550 Spyder                | 74    |                                       |
| 13   | 7  | S3.0   | Jacques Swaters                      | Johnny Claes          | Equipe Nationale Belge       | Ferrari 750 Monza                 | 73    |                                       |
| 14   | 19 | S3.0   | Raymond Flower                       | Mike Llewellyn        | Raymond Flower               | Austin-Healy 100S                 | 71    |                                       |
| 15   | 47 | S1.1   | Dick Steed                           | Peter Scott-Russell   | Richard Steed                | Lotus-Climax Mark IX              | 71    |                                       |
| 16   | 30 | S1.5   | Richard von Frankenberg              | Herbert Linge         | Porsche KG                   | Porsche 550 Spyder                | 70    |                                       |
| 17   | 50 | S750   | Paul Armagnac                        | Gérard Laureau        | Ecurie Jeudy-Bonnet          | D.B. HBR Panhard                  | 70    |                                       |
| 18   | 56 | S2.0   | André Loëns                          | Jo Bonnier            | André Loëns                  | Maserati A6GCS                    | 69    |                                       |
| 19   | 49 | S750   | Louis Cornet                         | Claude Storez         | Ecurie Jeudy-Bonnet          | D.B. HBR Panhard                  | 69    |                                       |
| 20   | 35 | S1.5   | Jack Fairman                         | Peter Wilson          | MG Car Co.                   | MG EX182                          | 69    |                                       |
| 21   | 23 | S2.0   | Wilbert Todd                         | Ian Titterington      | Jasper B. Johnstone          | Triumph TR2                       | 68    |                                       |
| 22   | 21 | S2.0   | Bob Dickson                          | W. Ken Richardon      | Robert Dickson               | Triumph TR2 Prototype             | 67    |                                       |
| 23   | 26 | S2.0   | John Maurice Tew                     | Joe Kelly             | J. Maurice Tew               | Frazer Nash Le Mans Replica       | 66    |                                       |
| 24   | 51 | S750   | Robert Mougin                        | Guillaume Mercader    | Ecurie Jeudy-Bonnet          | D.B. HBR Panhard                  | 66    |                                       |
| 25   | 27 | S1.5   | John Fisher                          | Ronnie Adams          | Kieft Cars Ltd.              | Kieft-Bristol                     | 66    |                                       |
| 26   | 37 | S1.5   | Berwyn Baxter                        | Max Trimble           | Kieft Cars Ltd.              | Kieft-BMC                         | 65    |                                       |
| Abd. | 14 | S3.0   | Jean Behra                           | Luigi Musso           | Officine Alfieri Maserati    | Maserati 300S                     | 63    | Accident                              |
| Nc.  | 38 | S1.5   | John Coombs                          | Ian Burgess           | Lotus Cars Ltd.              | Lotus-Connaught Mark VIII         | 55    |                                       |
| Abd. | 48 | S1.1   | Cecil Vard                           | Ken Rudd              | Automobiles Frazer Nash Ltd. | DKW Sonderklasse                  | 52    | Moteur                                |
| Abd. | 22 | S2.0   | Brian McCaldin                       | Charles Eyre-Maunsell | Jasper B. Johnstone          | Triumph TR2                       | 48    | ?                                     |
| Abd. | 3  | S5.0   | Peter Whitehead                      | Graham Whitehead      | Peter Whitehead              | Cooper-Jaguar T38                 | 43    | Châssis                               |
| Abd. | 16 | S3.0   | Peter Collins                        | Tony Brooks           | Aston Martin Ltd.            | Aston Martin DB3S                 | 43    | Boulon de bielle et fuite d'huile     |
| Dsq. | 12 | S3.0   | Henri de Barry                       |                       | Ecurie Côte d’Azure          | Mercedes-Benz 300 SL              | 39    | Pilote trop lent                      |
| Abd. | 44 | S1.1   | Otway Plunkett                       | Alan Rippon           | Kieft Cars Ltd.              | Kieft-Climax 1100                 | 38    | Accident                              |
| Abd. | 45 | S1.1   | Robbie MacKenzie-Low                 | Richard Mainwaring    | Elva                         | Elva-Climax Mk. I                 | 34    | Accident mortel de Richard Mainwaring |
| Abd. | 24 | S2.0   | Luigi Bellucci                       | Cecil Vard            | Officine Alfieri Maserati    | Maserati A6GCS                    | 31    | Moteur                                |
| Abd. | 55 | S750   | René Philippe Faure                  | Philippe Duval        | Automobili Stanguellini      | Stanguellini 750 Sport            | 29    | ?                                     |
| Abd. | 34 | S1.5   | Ron Flockhart                        | John Lockett          | MG Car Co.                   | MG EX182                          | 23    | Moteur                                |
| Abd. | 54 | S750   | Pierre Chancel                       | René Chancel          | Pierre Chancel               | Panhard X88                       | 22    | Boîte de vitesses                     |
| Abd. | 36 | S1.5   | Ted Lund                             | Dickie Stoop          | David Brown                  | Aston Martin DB3S                 | 15    | ?                                     |
| Abd. | 2  | S1.5   | Bob Berry                            | Ninian Sanderson      | Jack Broadhurst              | Jaguar D-Type                     | 1     | Accident                              |
| Abd. | 20 | S750   | Lance Macklin                        | John Dalton           | John Dalton                  | Austin-Healey 100S                | 1     | Accident                              |
| Abd. | 25 | S1.5   | Ken Wharton                          | Cecil Vard            | Automobiles Frazer Nash Ltd. | Frazer Nash Le Mans Replica Mk.II | 1     | Accident                              |
| Abd. | 31 | S1.5   | Friedrich Kretschmann Raymond Flower | Ernie McMillen        | Raymond Flower               | Porsche 550 Spyder                | 1     | Accident                              |
| Abd. | 39 | S1.5   | William Smith                        | John Young            | Connaught                    | Connaught AL/SR                   | 1     | Accident mortel de William Smith      |
| Abd. | 40 | S1.5   | Peter Jopp                           | Mike Anthony          | Lotus Cars Ltd.              | Lotus-Climax Mark IX              | 1     | Accident                              |
| Abd. | 42 | S1.1   | Jim Russell                          | Dennis Taylor         | Cooper Car Co                | Cooper-Climax T39                 | 1     | Accident                              |
| Abd. | 43 | S1.1   | Jim Mayers                           | Jack Brabham          | O’Shea Racing                | Cooper-Climax T39                 | 1     | Accident mortel de Jim Mayers         |
| Np.  | 6  | S3.0   | Olivier Gendebien                    | Masten Gregory        | Scuderia Ferrari             | Ferrari 750 Monza                 |       | Accident en essais                    |
| Np.  | 8  | S3.0   | Jean Lucas                           | Alfonso de Portago    | Ecurie Bullfrog              | Ferrari 750 Monza                 |       | ?                                     |

- Fastest Lap: Mike Hawthorn, 4 min 42 s

### Vainqueurs de catégorie
| Class       | Winners |                       |                    |
| ----------- | ------- | --------------------- | ------------------ |
| Sports 5000 |         |                       |                    |
| Sports 3000 | 10      | Mercedes-Benz 300 SLR | Moss / Fitch       |
| Sports 2000 | 56      | Maserati A6GCS        | Loëns / Bonnier    |
| Sports 1500 | 28      | Porsche 550 Spyder    | Shelby / Gregory   |
| Sports 1100 | 41      | Cooper-Climax T3      | MacDowel / Bueb    |
| Sports 750  | 50      | D.B. HBR Panhard      | Armagnac / Laureau |